# Municipio de Clay (condado de Howard, Indiana)
El municipio de Clay (en inglés: Clay Township) es un municipio ubicado en el condado de Howard en el estado estadounidense de Indiana. En el año 2010 tenía una población de 3885 habitantes y una densidad poblacional de 52,2 personas por km².

## Geografía
El municipio de Clay se encuentra ubicado en las coordenadas 40°31′24″N 86°11′33″O / 40.52333, -86.19250. Según la Oficina del Censo de los Estados Unidos, el municipio tiene una superficie total de 74.43 km², de la cual 74.33 km² corresponden a tierra firme y (0.13%) 0.1 km² es agua.

## Demografía
Según el censo de 2010, había 3885 personas residiendo en el municipio de Clay. La densidad de población era de 52,2 hab./km². De los 3885 habitantes, el municipio de Clay estaba compuesto por el 96.65% blancos, el 0.75% eran afroamericanos, el 0.36% eran amerindios, el 0.67% eran asiáticos, el 0.03% eran isleños del Pacífico, el 0.46% eran de otras razas y el 1.08% pertenecían a dos o más razas. Del total de la población el 2.42% eran hispanos o latinos de cualquier raza.